# Humaitá (kommun i Brasilien, Rio Grande do Sul)
Humaitá är en kommun i Brasilien.   Den ligger i delstaten Rio Grande do Sul, i den södra delen av landet, 1 500 km söder om huvudstaden Brasília. Antalet invånare är 4 919.
Trakten runt Humaitá består till största delen av jordbruksmark. Runt Humaitá är det ganska glesbefolkat, med 24 invånare per kvadratkilometer.